# Primer Libro de Nefi

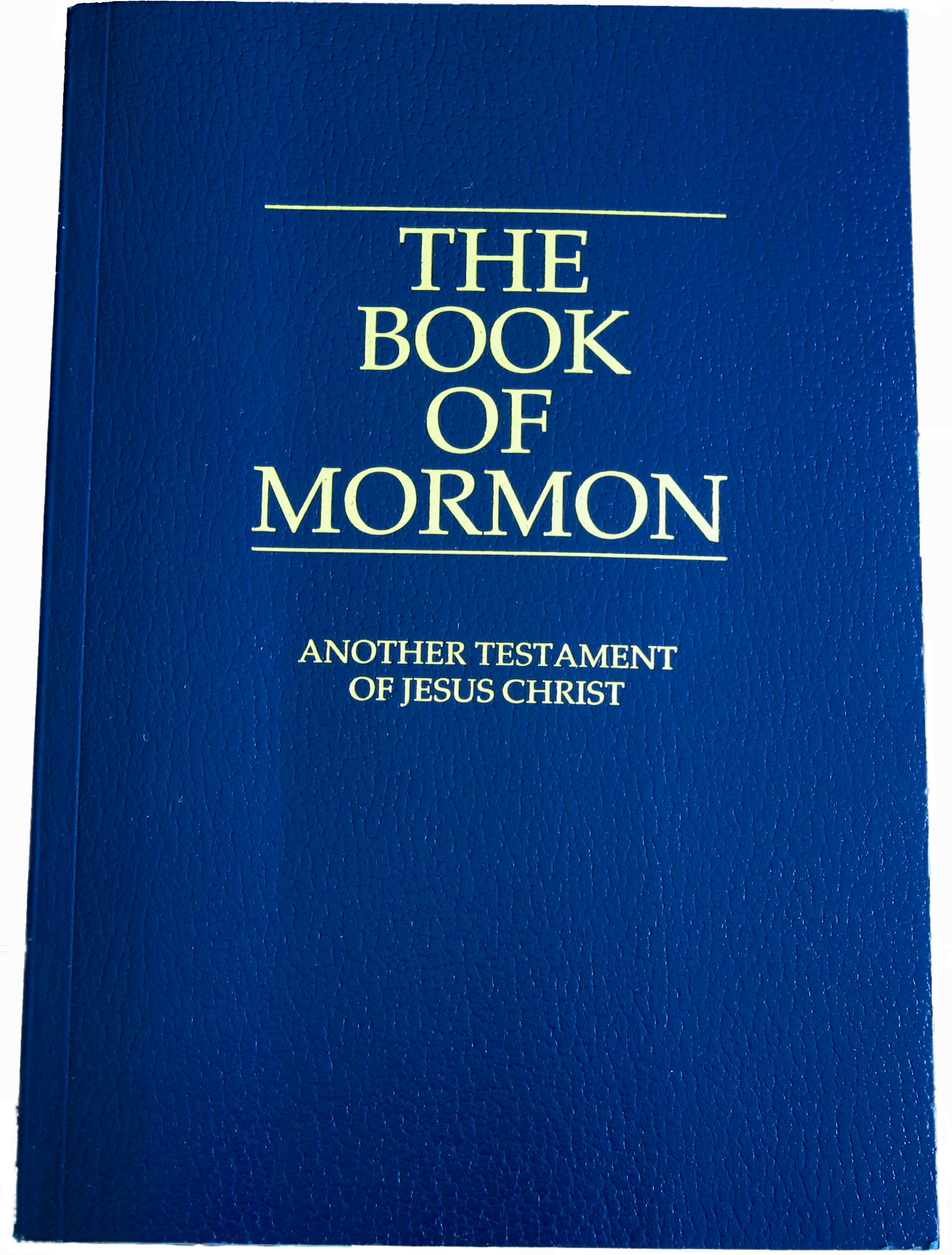
El Libro de Mormón: Otro Testamento de Jesucristo en inglés

Primer Libro de Nefi (en inglés: The First Book of Nephi: His Reign and Ministry) también denominado Primer Nefi y abreviado: «1 Ne.», es el primer libro del grupo de textos conocidos colectivamente como: el Libro de Mormón. Según las creencias del movimiento de los Santos de los Últimos Días, este y todos los textos que forman el Libro de Mormón proceden de ciertas planchas de oro, enterradas en una colina del estado de Nueva York durante el siglo V, y que José Smith (h) declaró haber hallado por revelación divina. Dichas escrituras, también según el testimonio de Smith, son inaccesibles en la actualidad pues se encuentran en poder de un ángel. En la actualidad el Libro de Mormón forma parte de los textos canónicos de los Santos de los Últimos Días, quienes, por lo tanto, lo consideran parte de la revelación divina. Los autores que no pertenecen a este movimiento religioso sostienen, sin embargo, que José Smith fue el autor del Libro, basándose en material e ideas de su propio lugar y época; los Estados Unidos en la primera mitad del siglo XIX, durante el llamado: Segundo Gran Avivamiento.

## Descripción
El primer libro de Nefi está escrito en inglés, en un estilo similar al de la Biblia del rey Jacobo, y fue publicado en el siglo XIX, por José Smith (h) quien, sin embargo, declaró haberlo traducido, «por el poder de Dios», de un original antiguo escrito en egipcio reformado. 
El libro está narrado en primera persona por profeta hebreo llamado Nefi, desconocido por otras fuentes, y comienza, según se deduce de sus indicaciones, alrededor del 600 a. C. en el reino de Judá. Relata la historia de su familia y su partida desde Jerusalén hasta llegar a una tierra lejana que, según los indicios del libro, es el continente americano. El Segundo Libro de Nefi es su continuación.

## Relato
En el libro Nefi se presenta a sí mismo como un fiel israelita, dispuesto a obedecer la voluntad divina, hábil artesano, conocedor de la «sabiduría de los egipcios» y poderoso en palabras, pero sumamente manso y humilde. Lehi, su padre, es un sabio profeta, también respetuoso de las palabras de Dios. Los hermanos mayores, por el contrario, especialmente Lamán y Lemuel, son descritos como cobardes, lascivos e irrespetuosos, delosos de los dones de Nefi, al cual atacan sin razón y quien sólo se salva por la intervención de un ángel.

### Revelaciones y partida de Lehi
La narración comienza en Jerusalén durante el reinado de Sedequías cuando el padre de Nefi,un israelita y que él descendiente de José, el hijo de Jacob, llamado Lehi, tiene una visión de Dios Padre, junto a Cristo y los doce apóstoles, durante la cual se le anuncia la inminente destrucción de la ciudad por parte de los babilonios. De inmediato, Lehi comienza a predicar el arrepentimiento a su pueblo pero, tal como la Biblia describe que le sucedió a otros profetas de la época, incluyendo a Jeremías, gran parte del pueblo rechaza sus enseñanzas y algunos intentan matarlo. Dios, en un sueño, Dios ordena a Lehi que abandone Jerusalén con su familia, compuesta por su mujer, Sariah, y sus cuatro hijos Laman, Lemuel, Sam y Nefi. Así lo hacen y se establecen cerca del mar Rojo.

### Las planchas de bronce
Poco tiempo después, Dios ordena a Lehi que envie a sus hijos de vuelta a Jerusalén para recuperar ciertas planchas de bronce, las cuales contenían escritos similares a lo que actualmente se conoce como Antiguo Testamento, así como listas genealógicas, y que eran propiedad de Labán, un importante ciudadano de Jerusalén, pariente de Lehi. Los hermanos obedecen a su padre, pero Labán se niega a entregarles las planchas, aunque ellos le ofrecen comprarlas, y luego los ataca. Desconcertados, los hermanos huyen y, cuando Nefi les recrimina su actitud, lo golpean; en ese momento aparece un ángel y les ordena que desistan de hacerlo porque Nefi estaba destinado a reinar sobre ellos. Nefi regresa solo a Jerusalén donde encontra a Labán ebrio; lo asesina por indicación divina, se disfraza con sus ropas, engaña a Zoram, sirviente de Labán y recupera las planchas, llevándolas donde lo esperaban sus hermanos. Zoram, al descubrir la verdad, quiere escapar, pero es persuadido por Nefi para viajar con ellos. Al leer las tablas, Lehi descubre que contienen su propia genealogía, así como los cinco libros de Moisés e incluso algunos textos de Isaías y Jeremías.

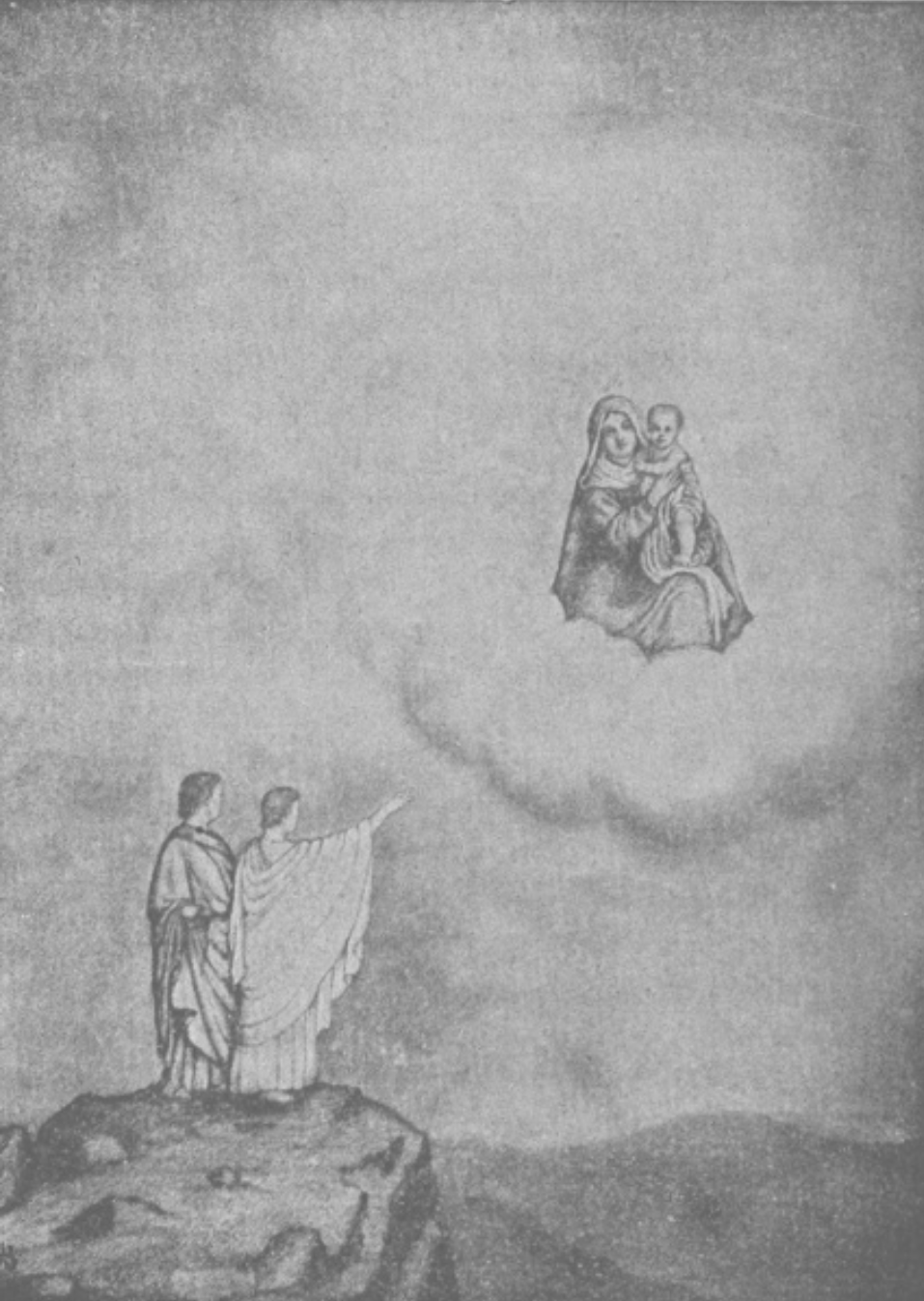
Nefi contempla en una visión a la Virgen María con el Niño Jesús.

Los hijos de Lehi vuelven una vez más a Jerusalén e invitan a Ismael y a su familia para que los acompañasen al exilio; una vez más Lamán y sus hermamos atacan a Nefi y quieren matarlo, pero este es liberado por el poder de Dios. Al regresar, Lehi tiene la visión del árbol de la vida, donde se profetiza el destino de sus descendientes, algunos de los cuales serán infieles. A fin de registrar los anales del pueblo, Nefi prepara, en el desierto, dos juegos de planchas de bronce: las planchas mayores contendrán la historia secular  y las menores, la historia sagrada. Lehi profetiza entonces la cautividad en Babilonia, la venida de Jesucristo, su muerte y resurrección. Nefi, por su parte, también anuncia la llegada del Hijo de Dios dentro de seis siglos, así como la concepción virginal y la venida del Espíritu Santo; luego anticipa la historia de la Iglesia cristiana, su apostasía, el descubrimiento y colonización de América, que será una «tierra de libertad», la restauración del Evangelio y los últimos días.
El relato continúa con el casamiento entre los hijos de Lehi y las hijas de Ismael, cuyos nombres no se mencionan, y el descubrimiento, ante la tienda de Lehi, de un artefacto prodigioso, la Liahona, que funcionaba como brújula y como revelador de mensajes divinos. Se relata también el nacimiento de los dos últimos hijos de Lehi: Jacob y José.

### Viaje a la Tierra Prometida
Nefi, quien era un hábil herrero, capaz de forjar un arco de acero, es instruido por Dios para construir un barco, diferente a los demás navíos. A pesar de la oposición de sus hermanos, realiza la tarea y toda la familia de Lehi se embarca en la nave con rumbo desconocido, guiados por la Liahona. Durante el viaje, sin embargo, los hermanos de Nefi se comportan de forma indecorosa y nuevamente atan a su hermano; en ese momento se desata una terrible tempestad que solo cesa cuando Nefi es liberado. Finalmente los viajeros llegan a la tierra prometida donde encuentran animales domésticos y abundancia de cereales, además de recursos minerales. Se establecen allí, el país está deshabitado, y el libro termina con la transcripción de las profecías del capítulo 49 del libro de Isaías, explicadas por Nefi.
Aunque el libro no lo afirma expresamente, se puede deducir que el continente al cual arriban es América, pero no hay acuerdo entre los intérpretes del libro, todos ellos del movimiento mormón, acerca del punto exacto donde Lehi y su familia desembarcan. Los primeros comentadores indicaron la costa del Pacífico a la altura de Chile, o bien en las proximidades del istmo de Tehuantépec, pero se han propuesto otras localizaciones.

## Historicidad
La historicidad de este texto, como de todo el Libro de Mormón, no es aceptada por ningún investigador, excepto aquellos ligados al movimiento de los Santos de los Últimos Días. En efecto, solamente estos consideran auténtico el relato del hallazgo, traducción y posterior desaparición de las planchas; el consenso de los demás estudiosos es que el libro fue obra del propio José Smith, cuya biografía presenta alguna semejanza con la del propio Nefi.
No existen documentos históricos contemporáneos que se refieran a Nefi o su familia, tampoco está atestiguada la existencia de un poderoso judaíta llamado Labán en esa época; los apologistas mormones argumentan que tampoco está registrada la existencia de muchos otros de sus contemporáneos, incluso Jeremías o la profetisa Hulda. Sedecías, el monarca de Judá, sin embargo, es un personaje bíblico, atestiguado también por inscripciones neobabilónicas.
Los primeros relatos del libro están ambientados en el reino de Judá durante los siglos VII y VI a. C. aunque no hay elementos que puedan corroborar la autenticidad de la descripción, escueta, de esa época histórica, que parece basarse en los relatos de la Biblia. Algunos elementos parecen anacrónicos, por ejemplo, según el capítulo 1,verso:4, Nefi y su familia salieron de Jerusalén en el primer año del reinado del rey Sedequías, sin embargo en el capítulo 7, verso:14 se dice que Jeremías estaba en prisión, lo cual no tuvo lugar hasta el año 10 de Sedecías (Jeremías 32:1-2). También es extraña la mención de «la iglesia», en el capítulo 4, verso 26, pues este concepto es posterior al siglo I. La cita de  textos de Isaías que la investigación moderna considera posteriores a la época persa, también es un anacronismo si el libro fue  durante el siglo VI a. C. Del mismo modo, aunque la escritura sobre metal era una práctica conocida en la antigüedad, no hay evidencia de que se emplease para registrar obras tan extensas como la Torá; esta misma, por otra parte, no fue escrita hasta la época posterior al Exilio.
La narración del viaje de Lehi y su familia a través de un «desierto» es somera y carece de menciones a sitios contemporáneos o de referencias a la situación militar y política. El texto asegura que los exiliados se asentaron en las proximidades del mar Rojo, entonces poblada por tribus árabes, pero estas nunca se mencionan. En un momento se refiere que Nefi forjó un arco de acero, lo cual resulta imposible en un área desolada y sin la posibilidad de acceder a los recursos necesarios; del mismo modo se asegura que se construyó un barco pero «no [...] como lo acostumbraban a hacer los hombres» (capítulo 28,verso: 2),si bien la carpintería naval requiere un complejo cultural sofisticado. El viaje a través del océano es impreciso, sin que se determinen rumbos o puertos; aunque se reseñan conflictos entre la familia. Al desembarcar, los fugitivos  encuentran una fauna que no se corresponde con la existente en América antes de la llegada de los europeos; a lo que los apologistas mormones responden que se trata de nombres dados por analogía; una vez más la tierra donde arriban se presenta como deshabitada, a pesar de la existencia de los pueblos originarios en el continente.